# Saldanha (Sudafrica)
Saldanha, conosciuta anche come Saldanha Bay, è una città di 21.636 abitanti situata a circa 110 chilometri a nord di Città del Capo, sulla costa settentrionale della baia di Saldanha nella provincia del Capo Occidentale in Sudafrica. Il suo porto è uno dei più grandi centri di esportazione di minerali di tutta l'Africa ed è in grado di ospitare navi di 200.000 tonnellate.